# Cristian Mijares
Cristian Ricardo Lucio Mijares (Gómez Palacio, Durango; 2 de octubre de 1981) es un boxeador profesional mexicano. Fue campeón de peso supermosca por el CMB y la AMB, y es el actual campeón de la FIB en la misma categoría; es sobrino del contendiente al título mundial Vicente Mijares.

## Carrera profesional
El 3 de junio de 2006, Mijares noqueó a Adalberto Dávila en seis asaltos por el título Mexicano de peso súpermosca.

### Peso supermosca

#### Campeonato Mundial Supergomezpalatino de la CMB
El 18 de septiembre de 2006, venció al excampeón Katsushige Kawashima por el título mundial vacante interino del CMB, por decisión dividida. Los anotadores oficiales lo vieron 114-113, 113-114, 114-113. Fue promovido a campeón absoluto después de que el campeón Masamori Tokuyama dejó vacante su título el 6 de diciembre de 2006 en aras del retiro. En 2007, derrotó a Katsushige Kawashima en una revancha por nocaut en el décimo asalto.
El 14 de abril de 2007 Mijares defendió su título al derrotar al dos veces campeón minimosca Jorge "Travieso" Arce por decisión unánime en un encuentro particularmente sangriento para Arce, que vio su primera derrota desde 1999. Mijares ganó la pelea por un amplio margen; los jueces oficiales anotaron puntuaciones de 119-109, 118-110, 117-111, todas a favor de Mijares.
Mijares regresó 3 meses después, derrotando a Teppei Kikui, dominándolo y finalmente deteniéndolo en 10 asaltos frente al público de su ciudad natal en México. Mijares venció rápidamente a Franck Gorjux al noquearlo en tan solo un asalto.
En febrero de 2008, Mijares regresó a los Estados Unidos y participó en una de las peleas preliminares de HBO Pay-per-view contra el boxeador olímpico de peso mosca José Navarro, los primeros asaltos pertenecieron a Mijares, mientras que los asaltos intermedios fueron igualados y terminando con un Mijares fuerte en los últimos episodios. Mijares retuvo su título con una victoria por decisión dividida.

#### Campeonato Mundial Supermosca AMB
Mijares unificó su título supermosca del CMB el 17 de mayo de 2008, al derrotar al campeón AMB Alexander Muñoz (boxeador) por decisión dividida. Después de varios asaltos muy cerrados, Mijares tomó el control de la contienda con un afilado contragolpe y brillante defensa, asegurando la victoria al dominar los asaltos finales, en los que logró hacer daño a Muñoz. Esta victoria le hizo Super campeón de peso supermosca de la AMB. Con la victoria, Mijares ganó un lugar en la lista de los 10 mejores libra por libra.
Volvió al ring el 30 de agosto en México, donde defendió sus dos coronas contra el excampeón de Peso Mosca del CMB de 38 años Chatchai Sasakul. Sasakul había perdido su título ante Manny Pacquiao en 1998 y no había tenido oposición de clase mundial desde entonces. Mijares controló fácilmente la contienda con su jab y contragolpeo, noqueando finalmente a Sasakul en el 3.er asalto después de mandarlo a la lona en el episodio anterior.

#### Unificación de los títulos CMB, AMB e IBF
El 1 de noviembre Mijares pierde por TKO en el noveno round contra el armenio Vic Darchinyan, perdiendo sus títulos CMB y AMB de Peso supermosca, en una sorpresiva decepción. A pesar de que tenía tres derrotas antes de su pelea con Darchinyan, esta fue la primera vez que Mijares había sido noqueado.

### Peso gallo
Después de su derrota ante Darchinyan, subió de peso a la categoría de Peso gallo y desafió a Nehomar Cermeño por el título interino de peso gallo de la AMB, el 14 de marzo de 2009, perdiendo por decisión dividida. Peleó con Cermeño nuevamente el 12 de septiembre de 2009 por ese mismo título, pero perdió por decisión unánime. Dos días más tarde, anunció su retiro del boxeo.

#### Regreso al boxeo
Mijares decide no retirarse del boxeo y el 20 de noviembre de 2009 vuelve a pelear, ahora ante Jesús Vidal, a quien derrota por KO en el tercer episodio. Posteriormente, derrotaría por TKO a BJ Dolorosa y el 10 de abril de 2010 se mediría ante Francisco Arce hermano del "Travieso" Arce, en una eliminatoria por el título gallo del CMB; Mijares ganó por decisión dividida.

### Regreso al Peso supermosca
El 14 de agosto de 2010 regresa al Peso supermosca para enfrentar y derrotar a Franklin Solís por KO técnico, lo que le da el derecho de una nueva oportunidad titular.

#### Campeonato Mundial Supermosca FIB
El 11 de diciembre de 2010, Mijares obtiene el título Mundial supermosca FIB al ganar por decisión unánime a Juan Alberto "El topo" Rosas y se vuelve triple campeón mundial.
Realiza solo una defensa ganando por decisión unánime a Carlos Rueda para después subir a Peso supergallo.

### Peso supergallo
El 10 de septiembre de 2011 comienza su carrera en peso supergallo venciendo por KO técnico en el tercer asalto a Jonathan Pérez. El 17 de diciembre de ese mismo año, venció a Alejandro Valdez por TKO.

## Entrenadores
- Ricardo «el pajairo» Mijares (tío)
- Vicente Mijares (tío)

## Entrenador físico
- Ricardo Pajarito Mijares